# Cândido Mendes
Cândido Mendes là một đô thị thuộc bang Maranhão, Brasil. Đô thị này có diện tích 1731,794 km², dân số năm 2007 là 18379 người, mật độ 10,61 người/km².